# Alfonso Noriega Cantú
Alfonso Noriega Cantú (Ciudad de México, 21 de enero de 1909 - ibídem, 16 de enero de 1988) fue un abogado, catedrático y académico mexicano.

## Semblanza biográfica
Realizó sus estudios en el Colegio Francés Morelos, y en la Escuela Nacional de Jurisprudencia de la Universidad Nacional Autónoma de México (UNAM), obteniendo la licenciatura en 1929, y más tarde, un doctorado en Derecho Constitucional. Impartió clases en la Facultad de Derecho y en la Facultad de Ciencias Políticas y Sociales de la UNAM, en la Escuela Libre de Derecho y en la Universidad Iberoamericana.
De 1948 a 1958, fue gerente de la Confederación de Cámaras Industriales de los Estados Unidos Mexicanos, fue consultor y director de la revista de difusión Confederación. Durante la administración de Ernesto Peralta Uruchurtu en el Distrito Federal, fue secretario del Consejo Consultivo de la Ciudad de México. Fue director de Financiera Nacional Azucarera, dirigió el Fondo de Garantía y Fomento del Turismo. Fue presidente del Patronato del Nacional Monte de Piedad. Fue consultor jurídico del secretario de Hacienda y Crédito Público.
Perteneció a la Barra Mexicana de Abogados y a la Asociación Nacional de Abogados, esta última la dirigió como presidente durante un periodo. Fue miembro de la Academia Mexicana de Jurisprudencia y Legislación. El 8 de marzo de 1974, fue elegido miembro de número de la Academia Mexicana de la Lengua, tomó posesión de la silla XXII el 7 de marzo de 1975. Se desempeñó como tesorero de la institución desde 1983 hasta su muerte, la cual ocurrió el 16 de enero de 1988 en la Ciudad de México.

## Premios y distinciones
- Profesor Emérito por la Universidad Nacional Autónoma de México.
- Doctorado honoris causa por la Universidad Nacional Autónoma de México en 1978.
- Premio Nacional de Historia y Ciencias Sociales y Filosofía por el Gobierno Federal de México en 1985.

## Obras publicadas
- Apuntes de garantías y amparo
- Las garantías individuales en la Constitución de 1917
- Los derechos del hombre en la Constitución de 1814
- Los derechos del hombre en la Constitución de 1857
- La crisis de los derechos del hombre
- Gabino Barreda, su vida y su obra
- "Los derechos del hombre" en Historia constitucional de México, publicado por la H. Cámara de Diputados
- El humorismo en la obra de Lope de Vega
- Lecciones de amparo
- El conservadurismo y el pensamiento conservador en México